# Ferne Snoyl
Ferne Snoyl (Leidschendam, 1985. március 8. –) holland labdarúgó.

## Sikerei, díjai
- Feyenoord:
  - Eredivisie bronzérmes: 2003–04, 2005–06
- RKC Waalwijk:
  - Jupiler League ezüstérmes: 2007–08, 2008–09